# Ada Marra
Addolorata Marra (Paudex, 10 maart 1973) is een Zwitsers-Italiaanse politica voor de Sociaaldemocratische Partij van Zwitserland (SP/PS) uit het kanton Vaud. Zij zetelt sinds 2007 in de Nationale Raad.

## Biografie

### Afkomst en opleiding
Ada Marra werd geboren in Paudex als dochter van Italiaanse migranten afkomstig van Apulië die in de jaren 1960 verhuisden naar Zwitserland. Ze studeerde politieke wetenschappen aan de Universiteit van Lausanne en studeerde af in 1996. In datzelfde jaar naturaliseerde ze, waardoor ze de Zwitserse nationaliteit verkreeg. Hierbij behield te tegelijkertijd haar Italiaanse nationaliteit.

### Politica

#### Grote Raad van Vaud
In 1997 werd ze lid van de Sociaaldemocratische Partij van Zwitserland. In december 2004 werd ze verkozen in de Grote Raad van Vaud.

#### Nationale Raad
Bij de parlementsverkiezingen van 2007 werd Marra verkozen in de Nationale Raad. In 2008 diende ze een wetsvoorstel in om de naturalisatie van derdegeneratievreemdelingen te vergemakkelijken. Hieruit volgde in 2016 een grondwetswijziging, die op 12 februari 2017 in een referendum werd goedgekeurd met meer dan 60%. De Zwitserse pers zag dit als een overwinning "zonder voorgaande" in het identiteitsdebat, dat traditioneel een politiek thema is waar de Zwitserse Volkspartij (SVP/UDC) mee scoort. Ze werd herverkozen in 2011, in 2015 en in 2019.

#### Kandidaat-Kantonsraadslid
Op 27 april 2019 werd ze door haar partij naar voren geschoven als kandidaat-Kantonsraadslid, nadat partijgenote Géraldine Savary had aangegeven dat ze zich niet meer herkiesbaar zou stellen. In de eerste ronde van de parlementsverkiezingen van 2019 behaalde Marra 71.997 stemmen (39,7%) en werd daarmee als tweede virtueel verkozen, tegenover 53.049 stemmen (29,3%) voor uittredend concurrent Olivier Français (FDP/PLR), die strandde op de derde plaats. De groene Adèle Thorens Goumaz behaalde met 72.416 stemmen zelfs minder dan 500 stemmen meer dan Marra. Toch geraakte ze in de tweede ronde op 10 november 2019 alsnog niet verkozen en werden Thorens Goumaz en Français verkozen met respectievelijk 86.354 en 83.031 stemmen, tegenover 76.193 voor Marra. Reden hiervoor was het terugtrekken van SVP/UDC-kandidaten Jacques Nicolet en Michaël Buffat in de tweede ronde, waardoor deze stemmen op rechts in de tweede ronde naar Français gingen. Hiermee verloren de socialisten hun Kantonsraadszetel in het kanton Vaud die ze sinds 20 jaar in handen had. Marra werd in 2019 nog wel herverkozen in de Nationale Raad.

## Publicaties
- Marra, A., Tu parles bien français pour une italienne, Georg, Genève, 2017.

- Base de données des élites suisses: 69874
- Gemeinsame Normdatei: 1183607296
- International Standard Name Identifier: 0000 0004 2513 710X
- Zwitserse Bondsvergadering: 3923
- Virtual International Authority File: 305972516
- WorldCat: E39PBJrcpwYWMkVF7wCQDxHBfq